# Les Pavillons-sous-Bois

Les Pavillons-sous-Bois en la Petite Couronne.

 Les Pavillons-sous-Bois  es una localidad y comuna francesa, en la región de Isla de Francia, departamento de Sena-San Denis y distrito de Bobigny.
La comuna conforma por sí sola el cantón homónimo. Forma parte de la aglomeración urbana de París. No está integrada en ninguna Communauté de communes.
Se creó en 1905 a partir de Bondy.
El significado literal es los albergues bajo el bosque. Albergues hace referencia a las casas de campo de vigilancia construidas con piedra local en torno a 1770 y rehabilitadas en 1998, que se encontraban en la entrada de la finca del castillo de Raincy. El bosque mencionado en el nombre hace referencia al antiguo bosque de Bondy que cubría la mayor parte del área al noreste de París.

## Demografía
| ... | ... | ... | ... | ... | ... | ... | ... | ... | ... | ... | ... | ... | ... | ... | ... | ... | ... | 3 644 | 5 389 | 7 850 | 10 920 | 14 334 | 15 175 | 15 093 | 16 862 | 19 022 | 19 084 | 18 638 | 17 185 | 17 375 | 18 420 | 20 424 |
| Para los censos de 1962 a 1999 la población legal corresponde a la población sin duplicidades (Fuente: INSEE [Consultar]) |     |     |     |     |     |     |     |     |     |     |     |     |     |     |     |     |     |       |       |       |        |        |        |        |        |        |        |        |        |        |        |        |

## Hermanamientos
- Écija,  España, a través de la calle Villa de Pavillon Sous Bois.